# Claude Picot
Claude Picot (1º gennaio 1614 – 6 novembre 1668) è stato un abate francese.
Fu amico e collaboratore di Cartesio e tradusse per lui i Principia Philosophiae in francese.

## Biografia
Nella sua Vie de M. Descartes, Adrien Baillet lo chiama «le sieur Claude Picot, prieur du Rouvre» (il Signore Claude Picot, priore di Rouvre). 
Figlio di un curatore generale delle finanze a Bordeaux, aveva due fratelli, uno dei quali era prima cameriere di camera del guardaroba del re, prima di diventare curatore generale di suo padre, mentre l'altro era consigliere presso la Cour des Aides della Guienna a Bordeaux. Benché titolare di un beneficio ecclesiastico (da qui il suo nome tradizionale di “Abbé Picot”), Claude Picot era un libertino, amico di Jacques Vallée Des Barreaux. La sua morte, esempio solare di libertà di pensiero, è raccontata da Tallemant des Réaux nel suo Historiettes.
Secondo Adrien Baillet , "nessuno riuscì a entrare più di lui in [] familiarità e a conoscenza [degli] affari" di Descartes. Fra il 1641 e il 1642 soggiornò per vari mesi con il filosofo al castello di Endegeest; lo storico della filosofia Charles Adam ipotizzò che tale luogo sarebbe il teatro del dialogo incompiuto dal titolo La Recherche de la vérité par la lumière naturelle ("La ricerca della verità per mezzo della luce naturale"), la cui ambientazione (una "casa di campagna") sarebbe Endegeest, mentre l'altro visitatore (citato come "Poliandre") sarebbe Des Barreaux. 
Il filosofo gli affidò anche il disbrigo dei suoi affari finanziari in Francia ("l'agente dei suoi affari interni", scrive Baillet), e fu suo ospite a Parigi durante i suoi ultimi tre soggiorni nella capitale (nel 1644 , nel 1647 e nel 1648). Egli è il destinatario di diverse lettere di Cartesio pervenute fino al'età moderna e datate tra l'aprile 1644 e il 15 gennaio 1650, pochi giorni prima della morte del filosofo a Stoccolma.

## IPrincipia Philosophiae
Inoltre, Picot tradusse dal latino in francese i Principia Philosophiae; Descartes gli dedicò l'importante lettera-prefazione (pubblicata in appendice alla traduzione) che menzionava la metafora baconiana dell'albero della conoscenza le cui radici sono la metafisica, il tronco è la fisica e i rami sono le altre scienze tra cui spiccano la medicina, la meccanica e la morale. Per morale si intende "il più alto e più perfetto sistema morale, che presuppone una perfetta conoscenza delle altre scienze e che è l'ultimo livello della libertà". La fisica studia "i principi delle cose materiali, la natura della Terra e di tutti i corpi che sono comunemente in relazione ad essa, quali aria, acqua, fuoco, i magneti e gli altri minerali...la natura delle piante, degli animali e, soprattutto, dell'uomo".